# Raczki, Tỉnh West Pomeranian
Raczki [ˈrat͡ʂki] (Đức Neuteich)  là một khu định cư ở quận hành chính của Gmina Gryfino, trong Gryfino County, Zachodniopomorskie, ở tây bắc Ba Lan, gần với Đức biên giới.
Trước năm 1945, khu vực này là một phần của Đức. Đối với lịch sử của khu vực, xem Lịch sử của Pomerania.